# قره‌دره (ماه‌نشان)
قره‌دره یک روستا در ایران است که در دهستان قلعه‌جوق واقع شده‌است. قره‌دره ۴۶۳ نفر جمعیت دارد.